# Fukoksantyna
Fukoksantyna (łac. fucus – morszczyn, gr. ksanthós – żółty) – organiczny związek chemiczny z grupy ksantofili, naturalny ciemnoczerwony lub brązowy barwnik, występujący w komórkach okrzemek, brunatnic oraz złotowiciowców. W połączeniu z chlorofilem (jeśli jest go dostatecznie dużo) nadaje komórkom brunatne zabarwienie. Fukoksantyna absorbuje światło od żółto-zielonej do żółto-niebieskiej części spektrum.